# Kriegsflagge

Vexillologisches Symbol für Kriegsflaggen nach W. Smith

Kriegsflagge nennt man die Version einer Nationalflagge, die von den Streitkräften verwendet wird. Man unterscheidet zwischen der Militärflagge, die von den Landstreitkräften oder dem gesamten Militär verwendet wird, und der Seekriegsflagge, der Flagge der Marine.
Die Kriegsflagge dient bei den Streitkräften als Symbol des Staates. Nicht zu verwechseln ist sie mit Feldzeichen, die die Streitkräfte oder Teilstreitkräfte als Organisation symbolisieren. Deren Gebrauch ersetzt nicht die Nationalflagge.
Beispiele:

Kriegsflagge Boliviens zu Land
Seekriegsflagge Estlands

Die Berechtigung zum Führen von Flaggen wird üblicherweise für die Marine in einem Flaggenregister eingetragen. Für die Schiffe wird ein Flaggenzertifikat erteilt, mit dem die Berechtigung zur Flaggenführung nachgewiesen werden kann. Im deutschen Kaiserreich war es ab dem 2. März 1886 den Angehörigen der deutschen Herrscherhäuser, sowie dem ersten Bürgermeister der freien Hansestädte erlaubt, auf Privatschiffen die deutsche Kriegsflagge zu führen.